# Telacanthura melanopygia
Telacanthura melanopygia é uma espécie de andorinhão da família Apodidae.
Pode ser encontrada nos seguintes países: Angola, Camarões, República Centro-Africana, República do Congo, República Democrática do Congo, Costa do Marfim, Gabão, Gana, Libéria, Nigéria e Serra Leoa.